# Gnathifera
Gnathifères
— non classé —
Embranchements de rang inférieur
- Gnathostomulida
- Micrognathozoa
- Rotifera

Classification phylogénétique
- Bilatériens
  - Protostomiens
    - Chétognathes ?
    - Lophotrochozoaires
      - Ectoproctes
      - Rhombozoaires
      - Platyzoaires
        - Gnathifères
          - Syndermés

        - Gastrotriches
        - Plathelminthes

      - Phoronozoaires
      - Eutrochozoaires

    - Ecdysozoaires

  - Mésozoaires ?
  - Deutérostomiens

Les Gnathifera (du grec gnáthos 'mâchoire' et du latin ferre 'porter'), Gnathifères /gnatifɛʁ/, sont un groupe d'organismes protostomiens, souvent microscopiques réunissant les Gnathostomulida, Micrognathozoa, Rotifera, et Acanthocephala. Ils sont majoritairement caractérisés par la présence de mâchoires dont l'ultrastructure est similaire,,. Plus récemment, certains auteurs proposent de considérer aussi les Chaetognatha comme des gnathifères,,.

## Diversité et mode de vie
Les gnathifères sont majoritairement des organismes aquatiques et microscopiques vivant dans le sédiment, à l’exception de certaines formes parasites ou commensales chez les syndermates, comme la classe de rotifères Seisonidae, certains rotifères Monogonontes parasites d'animaux ou d'algues, ou l'ensemble des Acanthocéphales. C'est au sein des rotifères que l'on trouve la plus grande diversité en nombre d'espèces (presque 2000), d'écologie et de morphologie chez les Gnathifera avec des organismes solitaires ou coloniaux, libres, parasites ou commensaux, aquatiques d'eau douce ou marins, etc.. À l'inverse les Acanthocephales sont uniquement parasites, comptent environ 1200 espèces et présentent une grande diversité de taille, allant du centimètre au mètre, pouvant ainsi être les plus grands gnathifères. Les Gnathosthomulides quant à eux, avec une centaine d'espèces, sont uniquement marins et vivent dans le sédiment, alors que les Micrognathozoa, avec une seule espèce, ne se trouvent qu'en eau douce,.

## Monophylie et position phylogénétique
Ce groupe a été proposé en 1995 par la reconnaissance de la similarité de l'ultrastructure des mâchoires des gnathostomulides et des rotifères qui lorsqu'elles sont observées au microscope électronique à transmission présentant une structure en baguettes dont l’intérieur est transparent aux électrons à l'inverse de l’intérieur qui est opaque aux électrons,. C'est la même année, que le nom Gnathifera est proposé par Ahlrichs. Peu après la découverte, des Micrognathozoa apportera de nouveaux arguments morphologiques pour le soutien de la monophylie des gnathifères,,,. Plus tard des analyses de phylogénie moléculaires seront menées. Si une première étude incluant les premières données moléculaires sur les Micrognathozoa proposera avec peu de certitudes que les cycliophores appartiennent eux aussi aux Gnathifera, des études ultérieures utilisant un plus grand nombre de gènes viendront apporter du soutien à la monophylie des gnathifères d'abord sans les Micrognathozoa,, puis avec les Micrognathozoa. Ces derniers résultats excluent par ailleurs des cycliophores des gnathifères mais semblent aussi montrer que les gnathifères sont le groupe frère de l'ensemble des Spiralia (ou Lophotrochozoa),. Par ailleurs, ces études indiquent que les gnathifères ne forment pas un clade avec les Gastrotricha et les Plathelminthes (=Rouphozoa,) et que par conséquent les Platyzoa ne forment pas un groupe monophylétique,.
En 2017, des auteurs proposent aussi une relation de parenté entre les Chaetognatha et les Rotifera grâce à l'étude des gènes Hox, suggérant que les Chaetognatha seraient des Gnathifera, grâce à la présence partagée du gène MedPost entre les certains chaetognathes et certains rotifères, ces gènes n'ayant pas été recherchés chez les autres membres des gnathifères : les gnathostomulides et les Micrognathozoa. En effet, en 2019 une phylogénie moléculaire retrouve une relation de parenté entre les chaetognathes et les gnathifères formant ainsi entre eux un groupe monophylétique, trouvant même certaines reconstructions phylogénétiques incluant les chaetognathes au sein des gnathifères. Toujours en 2019, la réinterprétations du fossile cambrien Amiskwia semble confirmer une parenté entre les gnathifères et les chaetognathes, voire que les rotifères seraient plus proches d'Amiskwia et des chaetognathes que des gnathostomulides ou des Micrognathozoa grâce à des analyses phylogénétiques de la morphologie. Ce résultat est soutenu par la réinterprétation de structures foncées sur la tête d'Amiskwia interprétées par les auteurs de l'étude comme des mâchoires internes rappelant celles que l'on trouve chez les Gnathifera. Cependant, l'ultrastructure des mâchoires des chaetognathes semble différer de celle des autres Gnathifera et des études ultérieures viendront par ailleurs confirmer cette relation de parenté. 

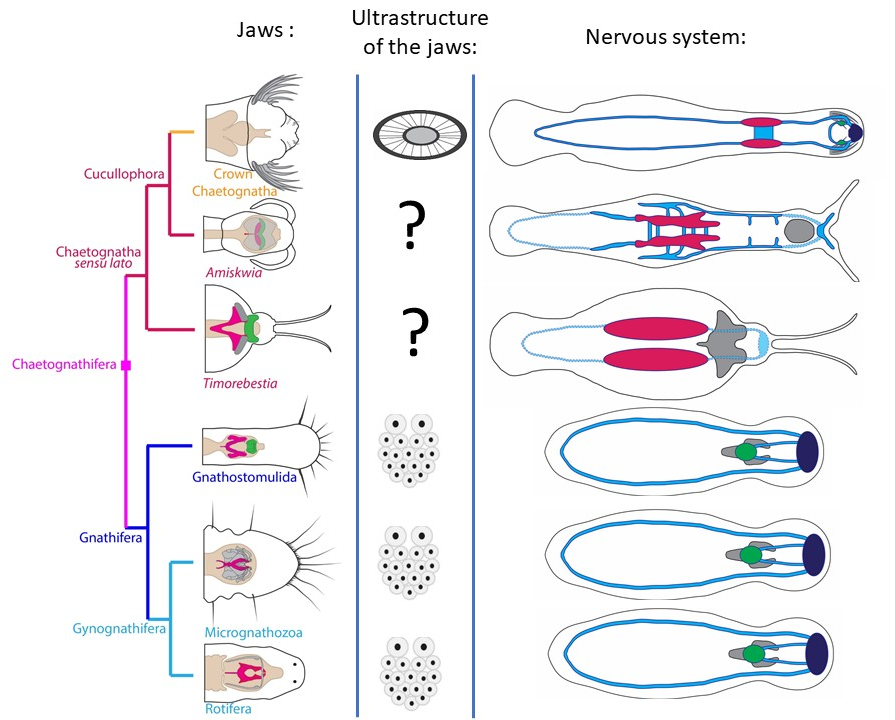
Hypothèses d'homologie entre les pièces buccales et le système nerveux des différents Chaetognathifera. Les parties avec une même couleur sont possiblement homologues. Pour les mâchoires, seulement l'avant de l'animal est représenté, et les parties avec une homologie incertaine sont en grises. Pour le système nerveux, les parties non observées sont en pointillés et les mâchoires sont en gris. Modifié de Bekkouche et Gąsiorowski 2022

Le phylum des Acanthognatha proposé par Cavalier-Smith est un groupe phylogénétique similaire aux Gnathifera qui n'a cependant pas les faveurs de la communauté scientifique.

## Relations phylogénétique au sein des Gnathifera
La relation de groupe frère entre les Micrognathozoa et les Syndermata (Rotifera + Acanthocephala) a été proposée dès la découverte des Micrognathozoa,, quand bien même les auteurs de la description originale suggèrent aussi une relation de groupe frère entre les gnathostomulides et les Micrognathozoa. Cependant les études de phylogénie moléculaire viennent confirmer la relation de groupe frère entre Syndermata et Micrognathozoa. En outre des résultats de phylogénie moléculaire, les arguments en faveur d'une relation de parenté entre les Micrognathozoa et les Syndermata sont une structure plus complexe des mâchoires,,, la présence d'une couche intracellulaire de l'épiderme,, ainsi que la possible présence d'un organe rétrocérébral (des glandes antérieurs initialement décrites chez les rotifères) et la structure des néphridies. En plus de l'ultrastructure des mâchoires; la présence d’éléments en forme de pince de l'appareil masticateur, d'un ganglion nerveux avec cellules sensorielles ciliées associé à ces mâchoires sont des caractères supplémentaires qui soutiennent une relation de parenté entre gnathifères,,,.

## Homologie des pièces buccales
Plusieurs travaux se sont concentrés sur l'homologie des pièces masticatrices des gnathifères, et cette discussion est devenue plus vive avec la découverte des Micrognathozoa,,,. Il est assez consensuel que la partie interne en forme de pinces des Micrognathozoa (mâchoires principales, cf "main jaws" et queue cf "cauda") est homologue aux mâchoires des gnathostomulides et à l'incus des rotifères. Cependant l'homologie entre la plaque basale des gnathostomulides (en violet dans la figure ci-dessous), les pièces additionnelles des Micrognathozoa ainsi que le malleus des rotifères est incertaine,,.

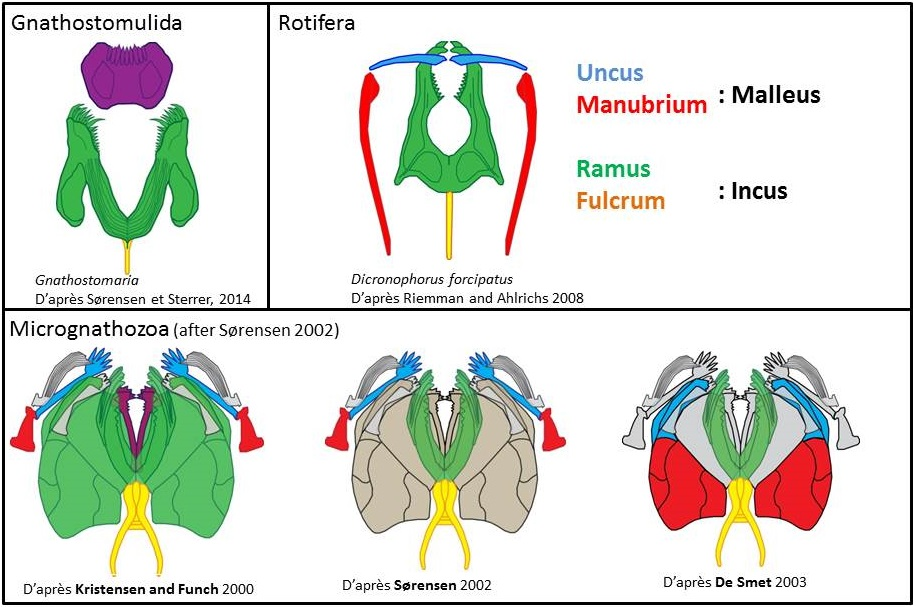
Comparaison des différentes hypothèses d'homologies entre les Micrognathozoa et les autres gnathifères,,,,